# إيري ساساكي
إيري ساساكي (باليابانية: 佐々木恵梨؛ بالكانا: ささき えり) هي موسيقية ومغنية يابانية، ولدت في 13 يونيو 1989 في فوكوكا في اليابان.

## وصلات خارجية
- الموقع الرسمي
- إيري ساساكي على موقع IMDb (الإنجليزية)
- إيري ساساكي على موقع ميوزك برينز (الإنجليزية)
- إيري ساساكي على موقع ديسكوغز (الإنجليزية)
- إيري ساساكي على موقع قاعدة بيانات الفيلم (الإنجليزية)